# エリサベト・ア・ダンマーク (1524-1586)

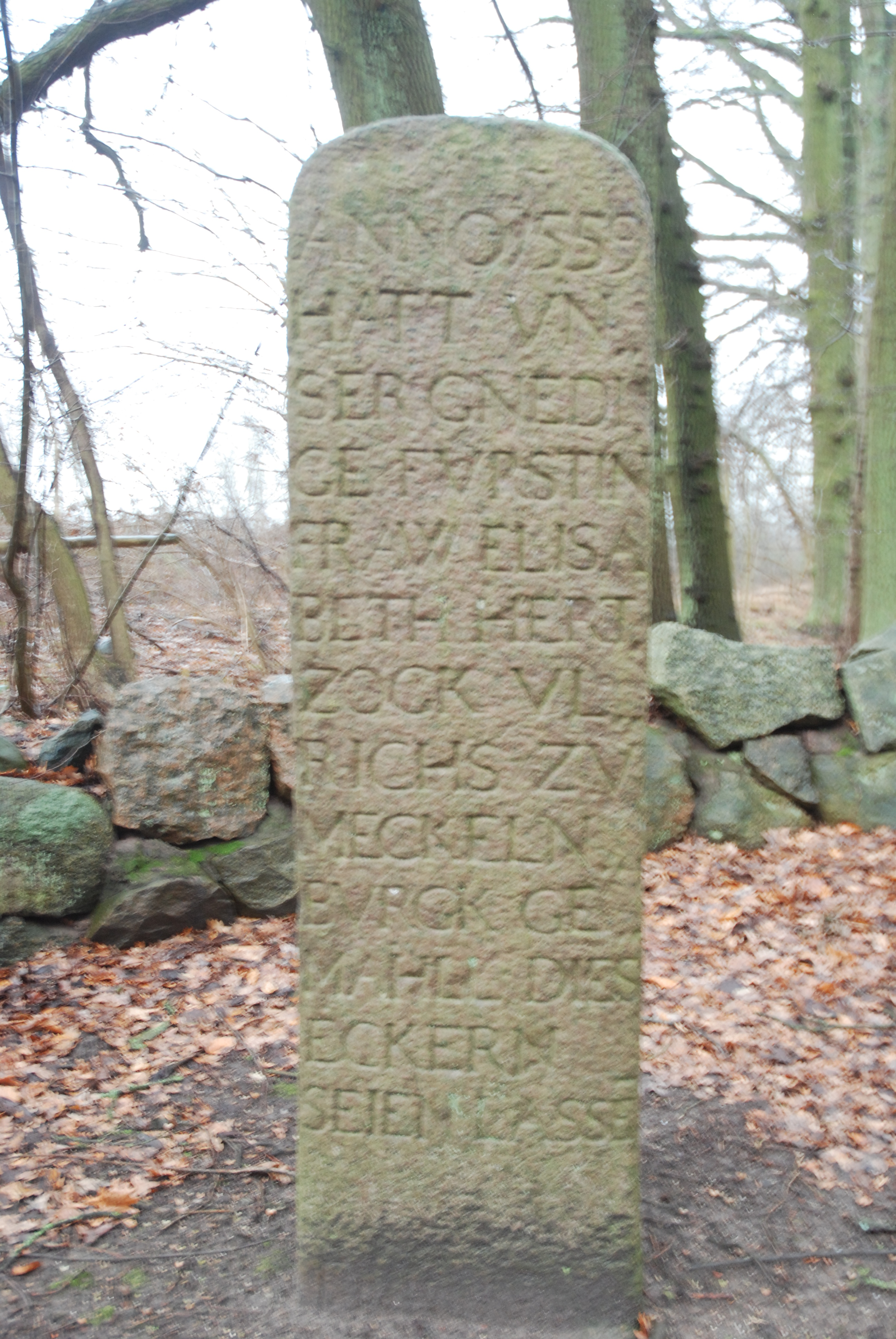
1559年のエリサベトによる植林を記念した碑（エヴェルシュトルファー・フォルスト）

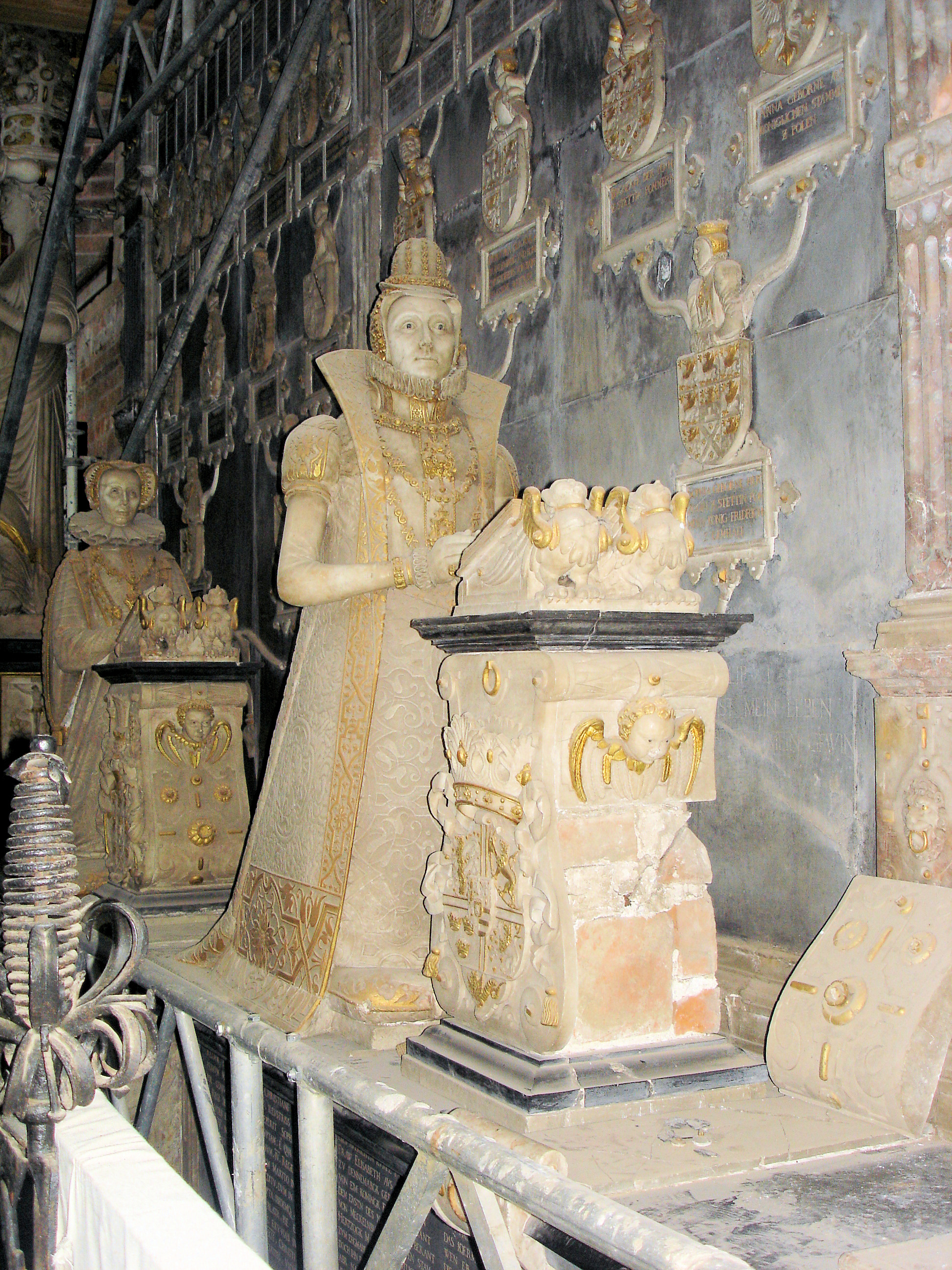
エリサベト・ア・ダンマークの墓像

エリサベト・ア・ダンマーク（デンマーク語：Elisabeth af Danmark, 1524年10月14日 - 1586年10月15日）は、デンマーク王フレゼリク1世の娘。1543年にメクレンブルク＝シュヴェリーン公マグヌス3世と結婚した。のち1556年にメクレンブルク＝ギュストロー公ウルリヒ3世と結婚し、一人娘ゾフィーは甥のフレゼリク2世と結婚した。

## 生涯

### 生い立ち
エリサベトは1524年10月14日、デンマーク王フレゼリク1世とその2番目の妃ソフィー・ア・ポンメルンとの間に第2子、長女として生まれた。エリサベトの誕生は、父フレゼリク1世がクリスチャン2世に対して反乱を起こした後に、デンマークとノルウェーの王になった翌年のことであった。1533年に父親が亡くなった後、エリサベトは異母兄クリスチャン3世によって育てられた。幼い頃よりその美しさは賞賛され、英国公使ロバート・バーンズは「これほど美しく行儀の良い少女を人生で一度も見たことがない」と故郷に手紙を書いた。

### 最初の結婚
1542年、エリサベトはナイボルグ城でメクレンブルク＝シュヴェリーン公マグヌス3世と婚約した。結婚式は翌年キールの城で行われた。シュヴェリーン司教でもあった学識ある統治者マグヌス3世との結婚は9年間続いたが子供はおらず、マグヌス3世は1550年に死去し、未亡人となったエリサベトはその後デンマークに戻った。

### 2度目の結婚
1556年にエリサベトは亡き夫の従兄弟でシュヴェリーン司教位を継承したメクレンブルク＝ギュストロー公ウルリヒ3世と結婚した。エリサベトとウルリヒ3世は幸せな結婚生活を送った。1557年9月4日、エリサベトは一人娘ゾフィーを出産し、14歳で従兄弟のフレゼリク2世と結婚し、デンマークとノルウェーの王妃となった。
エリサベトは美しく、心優しく、感受性が強く、信心深い人物とされている。毎日聖書とルターの著作を読み、教会にもよく出かけた。飲食には関心が薄く、貧しい人々や病人を助け、貧しいながらも希望のある学生たちを支援した。同様に、エリサベトは貧しい貴族の娘たちに対し躾と教育を施し、適切な結婚を通じて安定した将来を確保しようと努めた。また、農業と牛の繁殖を促進し、森林を植え、種馬牧場を設立し、道路を維持し、すべての公爵家の農場に寝具と家庭用品が供給されるように配慮した。エリサベトはメクレンブルク公家の記念碑や、ギュストロー大聖堂の修復と美化を手配した。メクレンブルク公たちが埋葬されていたドベラーンの修道院教会も修復された。さらに、新しい修道院を建てさせ、貴族の未亡人や娘たちのために修道院、病院、救貧院、学校を建てさせた。2度目の結婚生活において、エリサベトはメクレンブルクで慈善活動に専念し、学校、病院、修道院を支援した。グラーボウ、シュタルガルト、ビュッツォー、ギュストロー、シュターフェンハーゲンに救貧院を建設し、プリュショウ近郊のエヴェルシュトルファー・フォルストとハイトベルゲンに植林し、ギュストローとドベラーンの教会の再建を監督した。また、夫ウルリヒ3世とともにリューンの修道院に貴族の娘のための学校を設立した。
エリサベトは故郷の家族としばしば連絡をとり、定期的にデンマークを訪れた。義理の姉であるクリスチャン3世の未亡人ドロテアのもとを頻繁に訪れたが、エリサベトの訪問は娘ゾフィーが王妃になってからさらに頻繁なものとなった。

### 死
エリサベトはデンマークに長期間滞在した後の帰途、夫と共にヴェン島のティコ・ブラーエを訪れた直後の1586年10月14日にゲッサーで亡くなった。エリサベトの遺体はメクレンブルクに運ばれ、ギュストロー大聖堂に埋葬された。そこには、フィリップ・ブランディンの美しいアラバスターの墓が今も残されている。この墓は、夫ウルリヒ3世が最初の妻エリサベト、2番目の妻アンナ・フォン・ポンメルン、そして自分自身のために建てたものである。

## 子女
最初の夫メクレンブルク＝シュヴェリーン公マグヌス3世との間には子供は生まれなかった。
2番目の夫メクレンブルク＝ギュストロー公ウルリヒ3世との間に1女が生まれた。
- ゾフィー（1557年 - 1631年） - 1572年にデンマーク王フレゼリク2世と結婚